# Bulgarisch-Orthodoxe Kirche

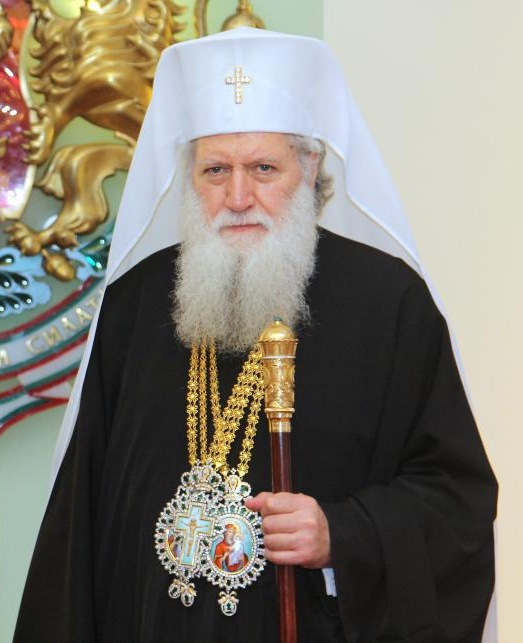
Patriarch Neofit von Bulgarien (2013)

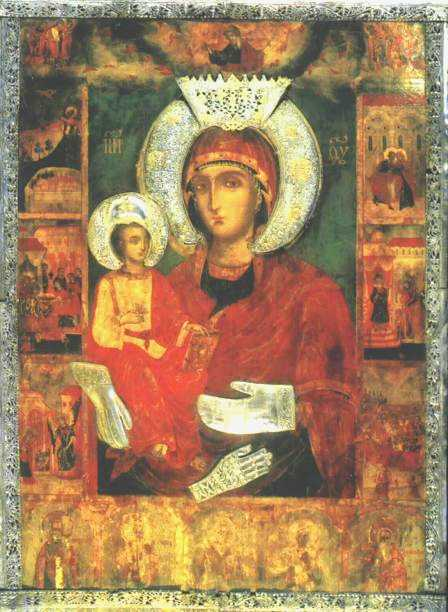
Kloster Trojan: Ikone der Gottesmutter

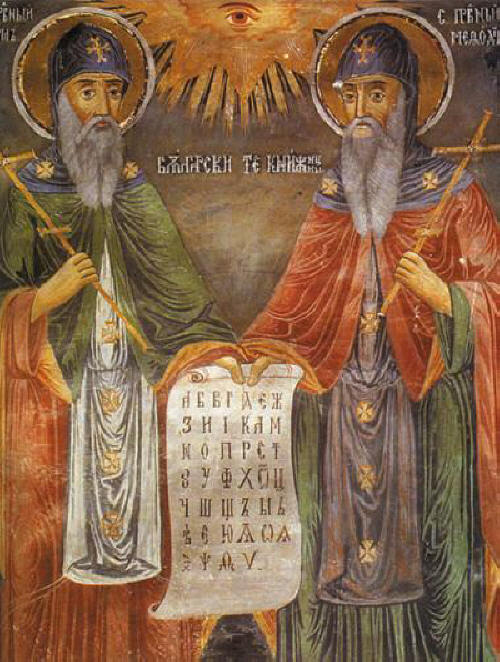
Kloster Trojan: Die Hl. Kyrill und Method von Zachari Zograf

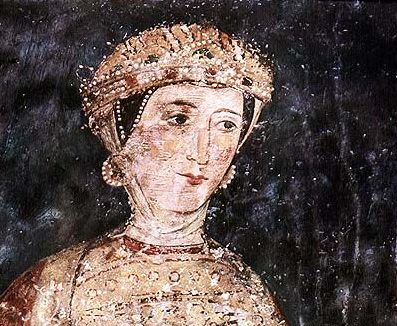
Freskodarstellung aus der Kirche von Bojana

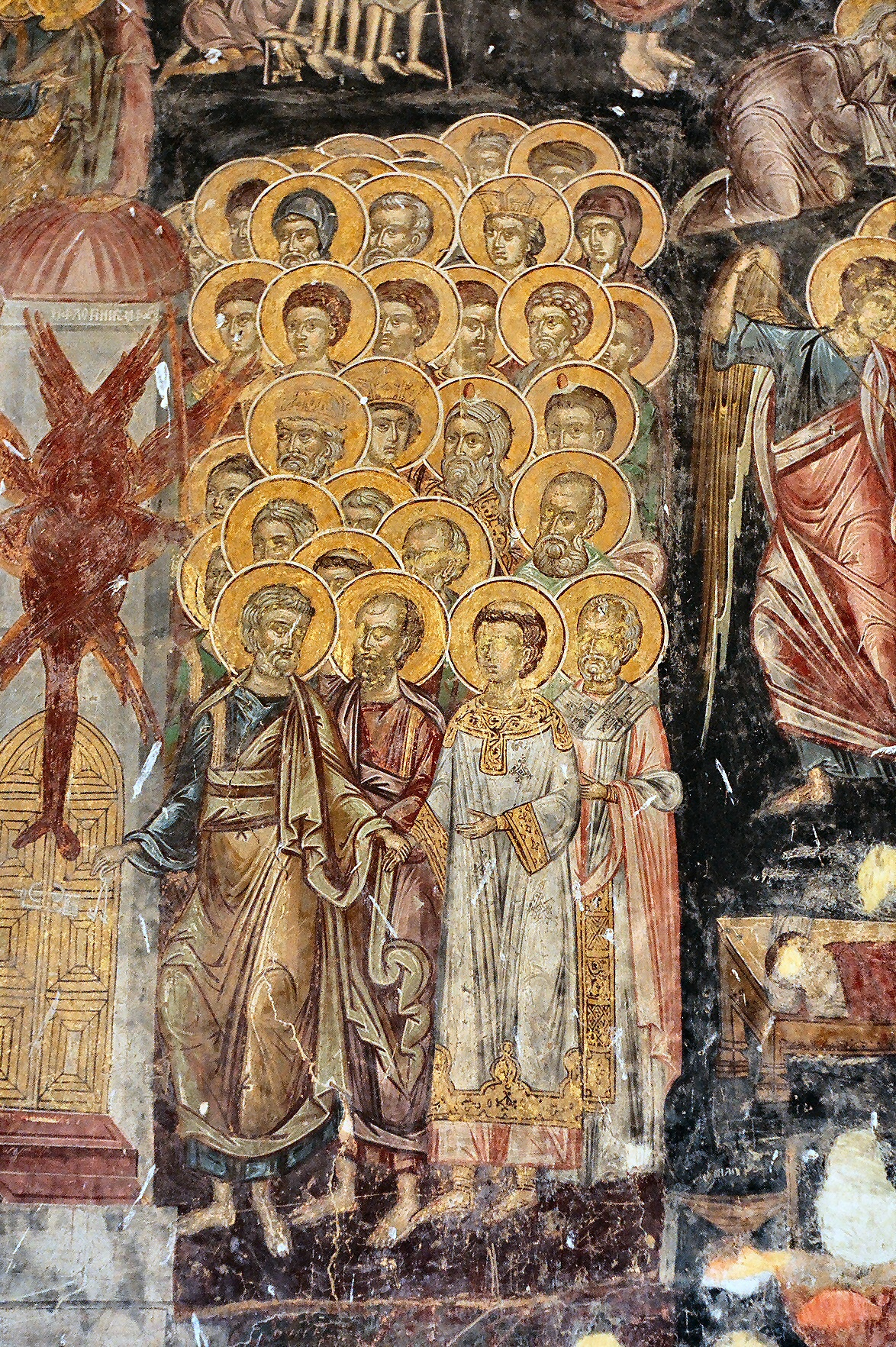
Allerheiligen Freskodarstellung aus dem Kloster Roschen.

Die Bulgarisch-Orthodoxe Kirche (bulgarisch Българска православна църква) ist eine autokephale Kirche der christlichen, byzantinischen Orthodoxie.
Im Jahr 927 wurde ihre Unabhängigkeit als orthodoxe Ortskirche auf dem europäischen Festland durch das Ökumenische Patriarchat von Konstantinopel anerkannt.
Im Jahr 2011 wurden 75 % der knapp 8 Millionen Bewohner Bulgariens der Bulgarisch-Orthodoxen Kirche zugerechnet, außerdem hatte sie 2006 etwa 1,5 bis 2 Millionen über die Balkanhalbinsel, das übrige Europa und den Rest der Welt verteilte Mitglieder. Die Kirche wird von der Heiligen Synode geleitet, an deren Spitze der Patriarch steht. Seit dem 30. Juni 2024 ist dies Daniil, der frühere Metropolit von Widin.

## Geschichte der Bulgarisch-Orthodoxen Kirche

### Mittelalter (bis 1018)
Die Bulgarisch-Orthodoxe Kirche führt den Beginn ihres Entstehens auf die Missionsreisen des Apostels Paulus in die römischen Provinzen Thrakien und Mösien um das Jahr 50 zurück. Ab diesem Zeitpunkt begann die Christianisierung besonders in den Städten des Landes, welche durch das byzantinische Staatskirchentum besonders gefördert wurde. Als erster bulgarischer Herrscher, der das Christentum annahm, wird Khan Kubrat angeführt. Bis das Christentum Staatsreligion wurde, dauerte es bis zum achten Jahrhundert. Nach dem Eindringen der Protobulgaren auf den Balkan im 7. Jahrhundert erlangte Bulgarien die Unabhängigkeit, und es dauerte rund 200 Jahre, bis das Christentum die bulgarische Oberschicht durchdrungen hatte. Unter Zar Boris I., der bei seiner Taufe den Namen Knjaz Mihail annahm, wurde das Christentum zur Staatsreligion. Boris verstand es geschickt, die Differenzen zwischen Rom und Byzanz (Konstantinopel) zu nutzen, und erreichte einen unabhängigen Status für seine am orthodoxen Ritus ausgerichtete Kirche. Für sein Reich, das nicht nur den protobulgarischen, sondern auch slawischen und thrakischen Riten und Götterverehrungen nachging, suchte Boris ein bindendes Glied. Das sollte das Christentum werden. Für die Herausbildung eines homogenen Staatsgefüges sollte auch die Entwicklung der Bulgarisch-Orthodoxen Kirche eine tragende Rolle spielen. Diese Aufgabe fiel in Bulgarien besonders den Klöstern zu. Die Christianisierung des bulgarischen Volkes begann im Jahr 864 durch Vertreter des Konstantinopeler Patriarchats. Ein Schiedsspruch der Vertreter der östlichen Patriarchate auf dem Konzil von Konstantinopel am 3. März 870 unterstellte die bulgarische Kirche dem ökumenischen Patriarchen.
Nach der Christianisierung des Landes wurden von 864 bis 870 die ersten christlichen sakralen Bauwerke in größerem Maßstab ausgeführt. Die bevorzugte Bauform war die Basilika, wie die Erzbischofskirche in Pliska (Preslaw) und die Sophienkirchen in Sofia und Ohrid; auch Kreuzkuppelkirchen wie die Bischofskirche zu Glawnica wurden errichtet. 886 gelang es den Schülern der Slawenapostel Kyrill und Methodius, nämlich Naum und Kliment, in Bulgarien die slawische Liturgie einzuführen. 893 wurde in einem Konzil der bulgarischen Kirche Altbulgarisch als Liturgiesprache eingeführt. Im bulgarischen Reich kam es zum Bau neuerer Kirchen und der Gründung von zwei literarischen und geistigen Zentren, eines in Ohrid und eines in Preslaw. Beide Zentren dienten auch als schriftliche und geistliche Schulen. Auf der Grundlage des Altbulgarischen wurden eine eigenständige bulgarische Literatur und eine christliche Zivilisation entwickelt.
Unter dem erstgeborenen Sohn und Thronfolger Knjaz Wladimir Rassate von Knjaz Boris kam es zu einer Rebellion von 50 Bojaren, die gemeinsam mit Rassate das Christentum ablehnten. Sie versuchten, das Heidentum der Vorfahren, den Glauben an den protobulgarischen Gott Tangra, wieder einzuführen. Die Revolte wurde durch Zar Boris I. niedergeschlagen, der sich zwischenzeitlich in ein Kloster zurückgezogen hatte. Er ließ seinen Sohn Knjaz Rassate hängen und alle beteiligten Bojaren und deren Familien töten. Sein dritter Sohn Simeon wurde 893 daraufhin Zar und blieb dem Christentum treu.
Zar Simeon I. stiftete 919 das Kloster Zografou der bulgarischen Kirche. Im selben Jahr ernannte Simeon I., der Große, auch die Bulgarisch-Orthodoxe Kirche zur Patriarchats-Kirche. 927 wurde ihre Unabhängigkeit als orthodoxe Ortskirche auf dem europäischen Festland durch das Ökumenische Patriarchat von Konstantinopel anerkannt. Der bulgarische Erzbischof Damjan wurde auf Befehl des Kaisers Romanos I. Lakapenos vom byzantinischen Senat mit dem Patriarchen-Titel ausgezeichnet. In den folgenden Jahrhunderten kam es immer wieder zu Differenzen mit Byzanz (Konstantinopel).
Im Jahr 971 eroberte Byzanz Ost-Bulgarien, und die Hauptstadt wurde nacheinander nach Sofia, Skopje, Prespa, Bitola und Ohrid verlegt. Der bulgarische Patriarch Damjan flüchtete von der von den Byzantinern besetzten alten Hauptstadt Preslaw über Sredec und Bitola schließlich nach Ohrid. Dadurch verlagerte sich auch der Sitz der Bulgarisch-orthodoxen Kirche. Wahrscheinlich im Jahr 976 erhob Zar Samuil das Erzbistum von Ohrid zum Bulgarischen Patriarchat. Erster Patriarch wurde Germanus I. (976–1000).

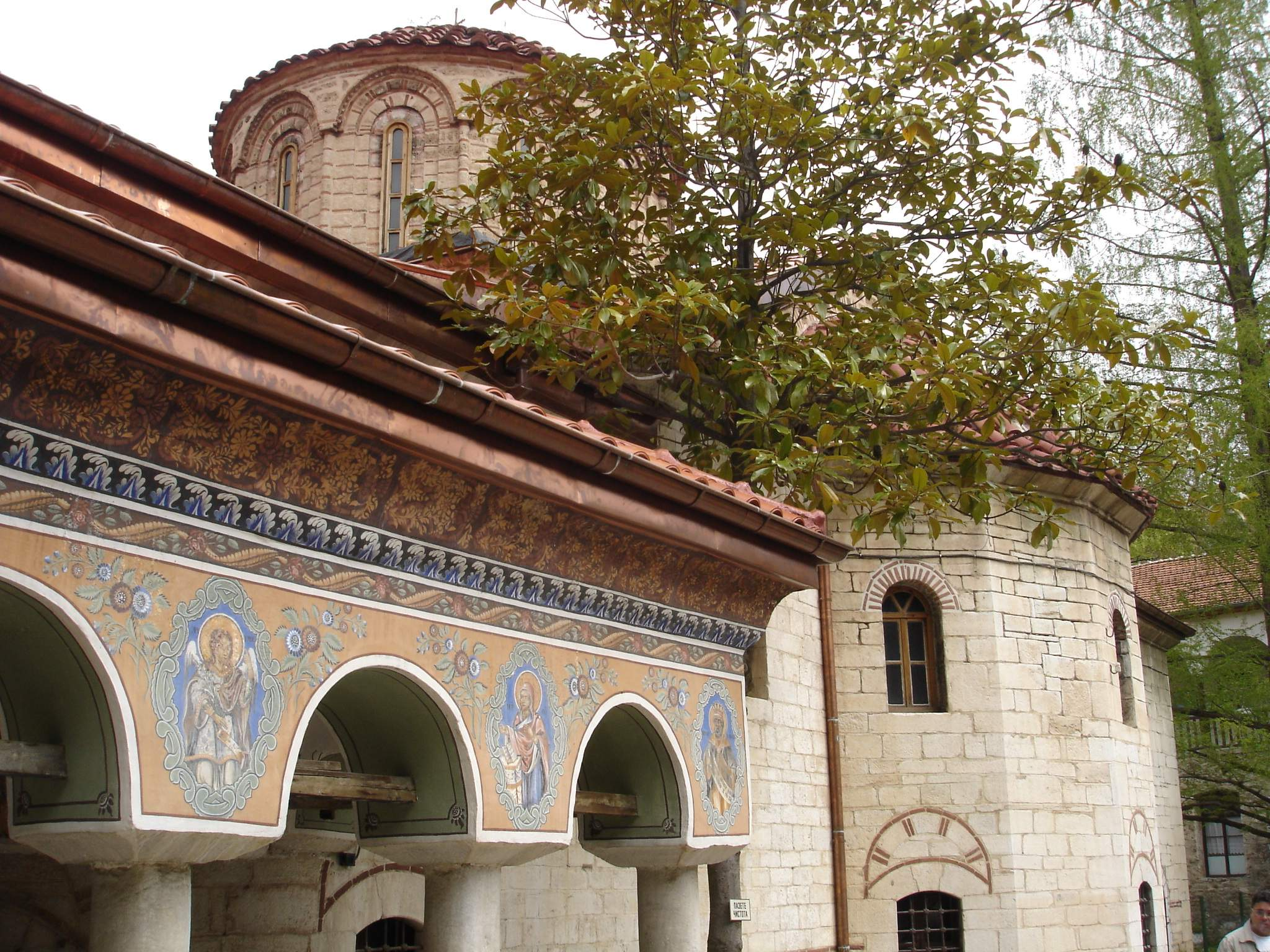
Kloster Batschkowo

Im Jahr 1018 eroberte der byzantinische Kaiser Basileios II. den Rest des bulgarischen Reiches. Nach der Eroberung wurde Ohrid, nach anderen Angaben Skopje, Hauptstadt der byzantinischen Thema Bulgaria. Basileios II. reorganisierte die bulgarische Kirche, ohne die bestehende Autokephalie anzutasten. Das Patriarchat wurde wieder zu einem Bistum und in Erzbistum von Ohrid und ganz Bulgarien umbenannt. Basileios II. schrieb den Jurisdiktionsbereich des Erzbistums um und versah die 54 Eparchien mit einer festgelegten Anzahl von halbfreien Bauern und Klerikern. Das Erzbistum blieb von der byzantinischen Reichskirche unabhängig, jedoch wurden die Bischöfe vom byzantinischen Kaiser ernannt.
Der erste von Kaiser Basileios II. ernannte Erzbischof Johannes I. Debranin (1018–1037) war noch ein Slawe. Danach ernannten die byzantinischen Kaiser aber stets griechische Priester aus dem Klerus der hauptstädtischen Hagia Sophia zu Erzbischöfen. Damit begann eine Hellenisierung des alten Zentrums slawischer Kultur; Liturgie- und Amtssprache wurde das Griechische. Nur noch die einfachen Priester in den Landregionen waren Bulgaren. Vor allem aber erwiesen sich schon in dieser Epoche die Klöster (wie das Kloster Batschkowo) als Zufluchtsstätten und Horte des Bulgarentums.
Erzbischof Leo von Ohrid war 1054 einer der Mitunterzeichner der Urkunde des Patriarchen von Konstantinopel, das die Trennung von der lateinischen Kirche besiegelte. Er hatte vorher in seinen Schriften auch theologische Rechtfertigungen für diesen Schritt erarbeitet. Theophylact von Ohrid verteidigte 1078 die Autokephalie seines Erzbistums erfolgreich gegen die Ansprüche des Patriarchats. 1157 verwendete der Erzbischof Johannes-Adrian IV. Komnenos den Ehrentitel Erzbischof von Justiniana Prima und Bulgarien. Er berief sich damit zum einen auf die antike, zum anderen auf die bulgarische Tradition, um die Bedeutung seines Erzbischofssitzes gegenüber Konstantinopel zu betonen. Das Erzbistum von Ohrid und ganz Bulgarien bestand immerhin fast 750 Jahre, bis es 1767/68 aufgehoben wurde.
Nach einem Niedergang während des 11. und 12. Jahrhunderts erlangte die bulgarische Kirche erst unter Zar Iwan Assen II. 1235 von Patriarch Germanos II. von Konstantinopel und den Patriarchen von Antiochien und Jerusalem die Erhebung zum Patriarchat.

### Die Gemeinschaft der Bogomilen
Siehe Hauptartikel zu diesem Thema Bogomilen

### Die Kirche während der osmanischen Herrschaft 1396 bis 1878

#### Abschaffung des Patriarchats und Eingliederung innerhalb des ökumenischen Patriarchats von Konstantinopel
Durch den Einmarsch der osmanischen Eroberer verlor auch die Bulgarische-orthodoxe Kirche ihre Eigenständigkeit und wurde dem Ökumenischen Patriarchat von Konstantinopel unterstellt. Nach der Verbannung des letzten bulgarischen Patriarchen Euthymios von Tarnowo im Jahr 1393 beauftragte Patriarch Antonios IV. von Konstantinopel den Metropoliten Jeremias von Mauroblachia im August 1394 mit der Verwaltung der Diözese von Weliko Tarnowo. So wurde das bulgarische Patriarchat von Tarnowo in eine Diözese des Ökumenischen Patriarchats heruntergestuft. Bereits zuvor hatten die Herrscher des Königreichs Widin, des Despotats Welbaschd und des Despotats Dobrudscha ihre Kirchen dem Patriarchen von Konstantinopel unterstellt.
Die Rolle der bulgarischen Kirche während der osmanischen Herrschaft war anfangs auf ein Minimum reduziert, die Ausübung der christlichen Religion wurde der Bevölkerung erschwert, Neubauten von Kirchen wurden kaum erlaubt – im Gegenteil, einige Klöster und Kirchen wurden zerstört oder als Moscheen genutzt. Nur wenige bulgarische Klöster durften mit Erlaubnis des Sultans ihre Tätigkeit fortführen (z. B. das Kloster Rila, welches 1402 durch einen Erlass von Sultan Bajazid I. bestimmte Privilegien verliehen bekam). Gleichzeitig wurde sukzessive das Altbulgarische als liturgische Sprache durch das Griechische vom griechisch geprägten Ökumenischen Patriarchat von Konstantinopel ersetzt. Während der Herrschaft (1520–1566) von Süleyman I. existierte ein Bauverbot für christliche Kirchen. Das Osmanische Imperium erstarkte im 15. Jahrhundert, und erst nach der ersten türkischen Niederlage 1529 verbesserte sich die Lage der Bulgarisch-Orthodoxen Kirche wieder. Ihr wurde die Kirchenbautätigkeit in besonderem Ausmaß gestattet, so die Errichtung und Ausmalung einschiffiger gewölbter Klosterkirchen in den Klöstern Dragalewzi, Kremikowzi, Ilienci und dem Demetrios-Kloster.
Als im Verlauf des 17. Jahrhunderts die Osmanen in Mitteleuropa militärische Rückschläge erlitten und der bulgarische Widerstand erstarkte, reagierten sie gewaltsam. Das Rhodopengebirge wurde mit Gewalt islamisiert, 218 Kirchen und 33 Klöster wurden zwischen Stanimaka und Kostenez vernichtet. Ende des 17. Jahrhunderts wurden nach einem Aufstand im Raum Tarnowo 250 Kirchen zerstört. Solche Behauptungen wurden jedoch mehrfach von Historikern widerlegt.
Im 18. Jahrhundert kam es durch weitere Niederlagen der Türken zu einem Zerfall der Feudalgesellschaft im Osmanischen Reich. Die bulgarische Bevölkerung in den Städten nahm zu, und damit ihre Forderungen nach Rechten, Kirchen und Bildung. Die Nationale Wiedergeburt begann in der zweiten Hälfte des 18. Jahrhunderts; in dieser Zeit kam es zu einem verstärkten Einfluss der griechischen Kirche in den bulgarischen und makedonischen Gebieten. Einen weiteren großen Rückschlag für die Bulgarisch-orthodoxe Kirche bedeutete 1767 die Aufhebung des Erzbistums von Ohrid, das bis zu diesem Zeitpunkt „… allein die autokephale Tradition Bulgariens verkörperte …“. Alle Suffraganbistümer des Erzbistums von Ohrid wurden dem Ökumenischen Patriarchat von Konstantinopel unterstellt. Als Reaktion auf diese Geschehnisse formierte sich eine bulgarische Nationalbewegung, die nach kirchlicher Unabhängigkeit von der Oberhoheit des griechisch geprägten Ökumenischen Patriarchats von Konstantinopel strebte.

#### Kirchenbewegung und Wiederherstellung der Unabhängigkeit

Rila-Kloster

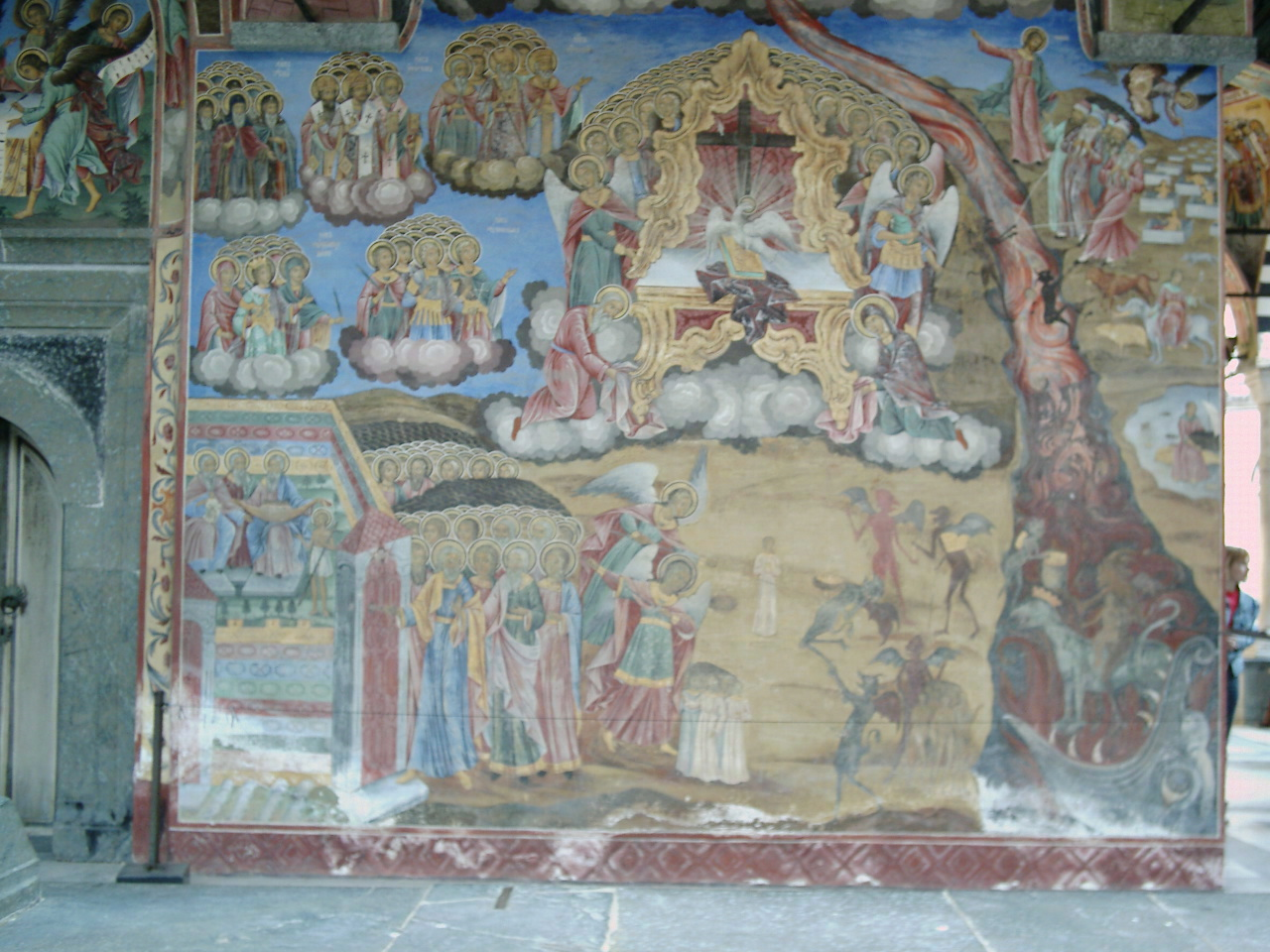
Das Jüngste Gericht – Fresko im Rila-Kloster

Anfang des 19. Jahrhunderts kam es erneut zum Widerstand gegenüber dem griechischen Metropoliten und den von ihm eingesetzten griechischen Priestern: Der sogenannte bulgarische Kirchenkampf entbrannte. Für die bulgarischen Christen in Makedonien und Thrakien im Osmanischen Reich entstand 1860 die katholische Unierte Kirche, die auf die Union von Kilkis aus dem Jahr 1859 zurückging. Französische Lazaristen hatten sich die Unzufriedenheit der örtlichen Bevölkerung mit den orthodoxen phanariotischen Bischöfen zunutze gemacht und der Bevölkerung eine nationale Hierarchie versprochen. 1861 war mit Josif Sokolski der erste katholische Metropolit eingesetzt worden. Die so entstandene Kirche verstand sich als Teil der bulgarischen Nationalbewegung und kam auf bis zu 30.000 Gläubige.
Im Osmanischen Reich entstand 1870 nach einem Ferman (Dekret) des Sultans eine eigene Bulgarisch-Orthodoxe Kirche, das sogenannte Bulgarische Exarchat, welches nicht mehr unter dem Patronat des Griechisch-Orthodoxen Patriarchats in Konstantinopel stehen wollte. Für alle Orte, die im Firman nicht namentlich erwähnt worden waren, gestattete man ein Plebiszit. Wenn sich dabei zwei Drittel der orthodoxen Einwohner zum bulgarischen Exarchat bekannten, wurde die Ortschaft der Jurisdiktion der erneuerten bulgarischen Kirche unterstellt. Dieses betraf auf Druck des Patriarchen von Konstantinopel vor allem Eparchien in Makedonien und Thrakien, die im Ferman nicht erwähnt worden waren. In den nächsten Jahren traten einige der makedonischen Diözesen nach einer Volksabstimmung dem Exarchat bei. Dieser Prozess dauerte bis in die 1880er-Jahre an. So wurde 1874 nach einem Plebiszit der erste bulgarische Bischof der Eparchie Skopje eingesetzt.
Mit der Bildung der Bulgarisch-orthodoxen Kirche endete die zweite, vorletzte Periode der Bulgarischen Wiedergeburt. Nun entbrannte auf der Balkanhalbinsel, am stärksten in den gemischten Regionen Makedoniens und Thrakiens, ein bulgarisch-griechischer Kirchenkampf um das Bekenntnis zum Bulgarischen Exarchat. Dem gegenüber standen die Verfechter des griechisch dominierten Patriarchats in Konstantinopel sowie die katholischen Uniaten.
Die Bulgarisch-orthodoxe Kirche errang erst am 12. März 1870 durch einen Ferman (Dekret) von Sultan Abdülhamid II. in Konstantinopel mit der Errichtung des Bulgarischen Exarchats ihre Unabhängigkeit zurück. Doch schon 1872 musste sich die Bulgarisch-orthodoxe Kirche weiteren Herausforderungen stellen; denn in diesem Jahr hatte der Patriarch von Konstantinopel sie für schismatisch erklärt. Bis zu den Balkankriegen 1912/1913 umfasste das Bulgarische Exarchat 23 Eparchien (Diözesen) in Bulgarien, Thrakien und Makedonien. Weitere Gebiete konnten nach Artikel 10 des Fermans von 1870 hinzugefügt werden, wenn dort die bulgarische Bevölkerung eine Zweidrittelmehrheit der Gesamtbevölkerung stellte.
In acht Eparchien konnte auf Grund des Drucks der griechischen und serbischen Bevölkerungsteile, die dem Patriarchat von Konstantinopel angehörten, nur jeweils ein bulgarischer Geistlicher die kirchlichen Interessen vertreten.

### Die Kirche zwischen 1878 und 1945
Die Jahre nach der Befreiung Bulgariens 1878 zeichneten sich durch eine große Bautätigkeit von Ausbildungsstätten, Klöstern und Kirchen aus, unter anderem die Alexander-Newski-Kathedrale in Sofia. Die Bulgarisch-orthodoxe Kirche erhielt durch die Ausbildung von Priestern neue Entwicklungsmöglichkeiten und konnte sich ihren Platz in der bulgarischen Gesellschaft zurückerobern.
Die Rumänisch-Orthodoxe Kirche trat 1922 in die volle sakramentale Gemeinschaft mit der Bulgarisch-orthodoxen Kirche ein. Erst im Jahr 1953 wurde das selbstständige Bulgarische Patriarchat offiziell wiederhergestellt.
Im Jahr 1943 setzten sich die zwei Metropoliten – Stefan I. von Sofia und Kiril von Plowdiw gehörten zu den Initiatoren und aktiven Teilnehmern an der Kampagne – für die Rettung der bulgarischen Juden vor der Deportation ein.
Am 8. September 1944, während des Zweiten Weltkriegs, besetzte die Rote Armee Bulgarien und am 9. September 1944 wurde die legitime bulgarische Regierung von einigen Offizieren und Kommunisten weggeputscht.
Der Stab der sowjetischen Besatzungsarmee residierte 1944 bis 1946 in der Geistlichen Akademie Sofia.

### Die Kirche unter kommunistischer Herrschaft (1945 bis 1990)
Während der kommunistischen Herrschaft war die Bulgarisch-orthodoxe Kirche besonderes Ziel der Verfolgung. In der ersten Zeit wurden viele orthodoxe Bischöfe und Geistliche niedrigen Ranges Opfer von Erschießungen und Vernichtung in Todeslagern. Bis zuletzt wurde der Bulgarisch-Orthodoxen Kirche die Jugendarbeit verboten.
Am 20. September 1950 entschied die Bulgarische Kommunistische Partei (BKP) die Zusammenlegung der Geistlichen Akademien von Sofia und Plowdiw. Als Sitz wurde der zusammengelegten Akademie der Bahnhof Tscherepisch nahe dem Kloster Tscherepisch zugewiesen. Zwischen 1951 und 1990 diente das Areal der Akademie in Sofia als Palast der Pioniere. Die BKP versuchte zusätzlich Patriarch und Diözesanbischöfe abzusetzen und zu manipulieren, um die Hierarchie auszuwechseln. Dennoch arrangierte sich die Kirchenleitung mit der Regierung und den Massenorganisationen der bulgarischen Bevölkerung, um eine gewisse Autonomie gegenüber dem Staat zu bewahren. Die kommunistische Partei ihrerseits schätzte die historischen Verdienste der Bulgarisch-Orthodoxen Kirche im Ringen um die nationale Souveränität während der osmanischen Herrschaft.
Die Kirche führte 1968 den Neujulianischen Kalender an Stelle des bisherigen Julianischen Kalenders ein und folgte damit den orthodoxen Kirchen Griechenlands, Rumäniens und anderer Länder.

### Nach 1990
Erst nach der Demokratisierung Bulgariens 1990 wurden die alten Gebäude der Akademie in Sofia und Plowdiw der Kirche übertragen; auch wurde die Zusammenlegung der Sofioter und Plowdiwer Akademie rückgängig gemacht. Ein Austausch der unter kommunistischer Herrschaft gewählten Kirchenleitung fand nicht statt.
Nach der Demokratisierung und dem Fall des Eisernen Vorhangs 1990 konnte sich die Bulgarisch-Orthodoxe Kirche ihren eigentlichen seelsorgerischen und organisatorischen Aufgaben widmen.
1990 entstand ein Alternativer Synod von Geistlichen, aus dem sich eine eigene Kirche entwickelte.
Ebenso trennten sich in diesem Jahr Priester und Gläubige, die dem alten Julianischen Kalender folgten und bildeten die Bulgarische Orthodoxe Altkalendarische Kirche.

## Strukturen

### Kirchen, Klöster und Gläubige
In kirchlichen Belangen vertritt sie heute nahezu 85 Prozent der bulgarischen Bevölkerung, betreut 1.985 Priester und verfügt über 3.720 Kirchengebäude und 211 Klosteranlagen in Bulgarien sowie über eine Vielzahl an Gemeinden und Klöstern im Ausland (z. B. das Kloster Zografou in der griechischen Mönchsrepublik Athos und das Dreifaltigkeitskloster im deutschen Bodenwerder-Buchhagen). Das größte bulgarische Kloster ist das Kloster Rila.
Die Kirche ist Träger mehrerer theologischer Schulen. Es gibt zwei theologische Hochschulen: die Geistliche Akademie in Sofia und in Plowdiw.
Gegenwärtig unterstehen drei Klöster direkt dem Patriarchen (Stauropegia): das Kloster Rila, das Kloster Trojan und das Kloster Batschkowo.

### Patriarchenwahl 2013
Nach dem Tode des Patriarchen Maxim am 6. November 2012 wählte die Kirche zwischen 10. und 13. Januar die Delegierten für ein Konzil für die Wahl des neuen Patriarchen. Am 16. Februar bestimmte die Heilige Synode aus den 13 Metropoliten die drei Kandidaten, die Metropoliten Galaktion von Stara Sagora, Neofit von Russe sowie Gawrail von Lowetsch für das Amt des Oberhauptes der Kirche. Das Konzil trat am 24. Februar in Sofia zusammen und in der ersten Runde schied Metropolit Galaktion aus. In der zweiten Runde erhielt Neofit 94 Stimmen der 138 Delegierten und gewann damit die Wahl. Die erforderliche Mindeststimmzahl für die Wahl des Patriarchen lag bei 92 Stimmen.

### Heiliger Synod
Der Heilige Synod ist ein ständiges Gremium (Organ), das an der Spitze der orthodoxen Kirchen steht. Der Heilige Synod ist das Regierungsorgan, das die Entscheidungen zwischen den Bischofssynoden trifft. Vorsitzender des Heiligen Synods ist seit dem 30. Juni 2024 der Metropolit von Sofia und Patriarch von Bulgarien seine Heiligkeit Patriarch Daniil. Weitere Mitglieder des Synods sind die jeweilige Metropoliten (Erzbischöfe) der Diözesen der Kirche:

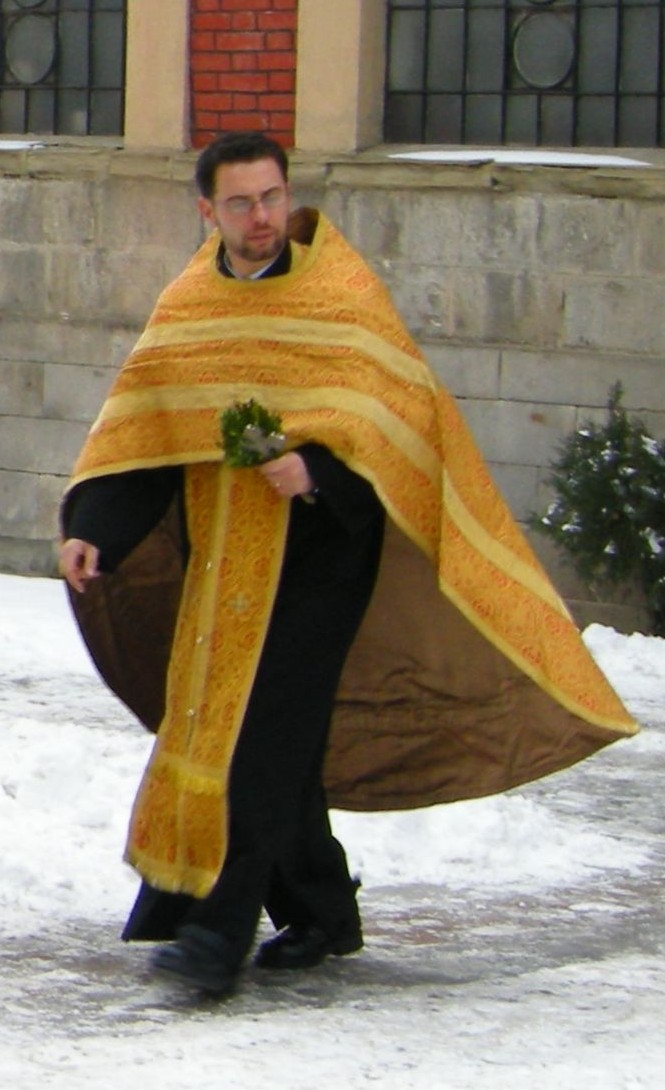
Ein Priester der Bulgarisch-Orthodoxen Kirche

- der Metropolit von Wraza – Höchstgeweihter Grigorij,
- der Metropolit von Sliwen – Höchstgeweihter Joanikij,
- der Metropolit von Plowdiw – Höchstgeweihter Nikolai,
- der Metropolit von Warna und Weliki Preslaw – Joan,
- der Metropolit von Amerika, Kanada und Australien – Höchstgeweihter Joseph,
- der Metropolit von West- und Mitteleuropa – Höchstgeweihter Antonij,
- der Metropolit von Weliko Tarnowo – Höchstgeweihter Grigorij,
- der Metropolit von Russe – Höchstgeweihter Naum von Stobi,
- der Metropolit von Newrokop – Höchstgeweihter Seraphim,
- der Metropolit von Plewen – Höchstgeweihter Ignatij,
- der Metropolit von Stara Sagora – Höchstgeweihter Kiprijan,
- der Metropolit von Lowetsch – Höchstgeweihter Gawrail,
- der Metropolit von Dorostol – Höchstgeweihter Jakov.

Generalsekretär der Heiligen Synode ist der Hochgeweihte Bischof Gerasim.

### Eparchien der Bulgarisch-orthodoxen Kirche

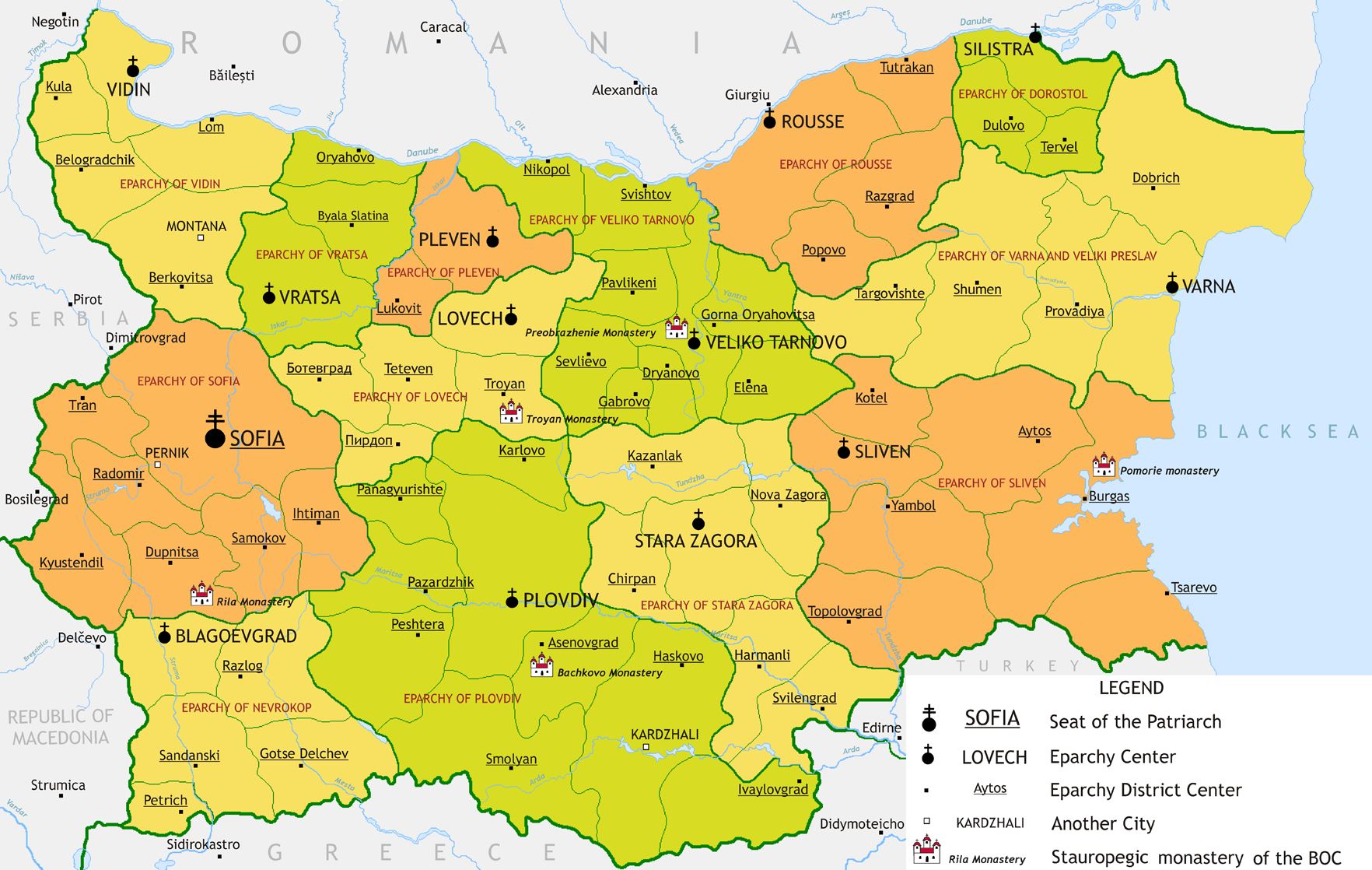
Eparchien der Bulgarisch-orthodoxen Kirche innerhalb Bulgariens

Die Bulgarisch-orthodoxe Kirche ist in 13 Eparchien (Bistümer) innerhalb Bulgariens sowie zwei Auslandsdiözesen gegliedert:
- Widin (Видинска епархия)
- Wraza (Врачанска епархия)
- Lowetsch (Ловчанска епархия)
- Weliko Tarnowo (Търновска епархия)
- Dorostol und Tscherwen (Доростоло-червенска епархия; Sitz in Silistra)
- Warna und Preslaw (Варненско-преславска епархия; Sitz in Warna);
- Sliwen (Сливенска епархия);
- Stara Sagora (Старозагорска епархия);
- Plowdiw (Пловдивска епархия);
- Sofia (Софийска епархия);
- Newrokop (Неврокопска епархия);
- Plewen (Плевенска епархия);
- Russe (Русенска епархия);

- Mittel- und Westeuropa (Auslandsdiözese, Sitz in Berlin), geführt vom Erzbischof Antonij – Metropolit von West- und Mitteleuropa:[25]
  - Belgien – Brüssel
  - Deutschland – Berlin, Hamburg, Bonn/Köln/Kevelaer, Düsseldorf, Frankfurt am Main, Mannheim, München, Passau, Regensburg, Stuttgart sowie das deutsche orthodoxe Dreifaltigkeitskloster in Buchhagen
  - Frankreich – Lyon, Paris, Straßburg
  - Großbritannien – London
  - Italien – Mailand, Rom
  - Kroatien – Zagreb
  - Malta – Valleta
  - Niederlande – Den Haag
  - Norwegen – Oslo
  - Österreich – Graz, Wien (Gemeinde zum Hl. Iwan Rilski)
  - Schweden – Stockholm
  - Schweiz – Zürich
  - Slowakei – Bratislava
  - Spanien – Barcelona, Dénia, Madrid, Palma de Mallorca, Segovia
  - Portugal – Lissabon
  - Ungarn – Budapest
  - Tschechien – Prag
  - Türkei – Edirne, Istanbul (s. die Kirche Sweti Stefan)

- Bulgarisch-orthodoxe Diözese von US-Amerika, Kanada und Australien (Auslandsdiözese, Sitz in New York), geführt vom Erzbischof Joseph:[26]
  - Australien – Macquarie Fields, Adelaide, Melbourne
  - Kanada – Toronto und Brampton (Ontario), Montreal (QC)
  - USA – Florence (KY), Nashville (IN), Steelton (PA), Santa Rosa (CA), Sterling Heights (MI), Allston (MA), East Syracuse (NY), Madison (IL), Indianapolis (IN), Harper Woods (MI), Dearborn (MI), Los Angeles (CA), Hudson (OH), Kodiak (AK), Salem (VA), Boscobel (WI), Brookline (MA), Phoenix (AZ), Des Plaines (IL), Fairlawn (OH) und New York (NY)